# Nieuwland (Schiedam)
De wijk Nieuwland is de eerste naoorlogse wijk van Schiedam. Nieuwland wordt begrensd door de Poldervaart in het westen, de metrolijn Hoekse Lijn tussen Schiedam en Hoek van Holland in het noorden, de Schiedamse Schie in het oosten en de Noordvest, de Vlaardingerdijk, de Simon Rijnbendestraat (gedeeltelijk) en het Simon Rijnbendepad in het zuiden.

## Geschiedenis
De naam Nieuwland heeft een historie die teruggaat tot de 12e eeuw. Rond 1200 wordt het gebied tussen de Oost- en de Westabtspolder en de Schiedamse Schie bedijkt. Hierdoor ontstaat de Nieuwlandse Polder. In 1698 werd het ambacht Nieuwland, Kortland en 's-Graveland afgesplitst van Kethel. Tussen 1795 en 1811 en tussen 1817 en 1855 was Nieuwland een zelfstandige gemeente. In 1855 werden de gemeenten Nieuwland en Kethel en Spaland verenigd. In 1941 kwam Nieuwland door de annexatie van Kethel bij Schiedam.
Schiedam Nieuwland is direct na de Tweede Wereldoorlog in fasen aangelegd. Het oudste deel van de wijk, in het westen, ligt beduidend lager dan de Vlaardingerdijk. Vanwege deze ligging en de hoge huren kreeg dit de bijnaam Hongerput. De wijk bestaat voornamelijk uit portiekwoningen van vier woonlagen, afgewisseld met hogere flats.
De wijk had lange tijd vier kerken van verschillende kerkgenootschappen. Twee kerken zijn gesloopt. Op de plaats van een van de twee is een moskee gebouwd, voor de andere kerk is in de nabijheid een kleine kapel teruggebouwd. Een kerkgebouw is verbouwd tot appartementencomplex.

## Bevolkingssamenstelling-2004
| Bevolkingssamenstelling 2008 | Nieuwland [%] | Schiedam [%] |
| ---------------------------- | ------------- | ------------ |
| Autochtonen                  | 42            | 68           |
| Allochtonen                  | 58            | 32           |
| waarvan                      |               |              |
| Turken                       | 20            | 10           |
| Marokkanen                   | 12            | 3            |
| Antillianen                  | 5             | 2            |
| Surinamers                   | 4             | 3            |

## Bevolkingssamenstelling-2010
| Bevolkingssamenstelling 2008 | Nieuwland [%] | Schiedam [%] |
| ---------------------------- | ------------- | ------------ |
| Autochtonen                  | 32            | 61           |
| Allochtonen                  | 68            | 39           |
| waarvan                      |               |              |
| Turken                       | 32            | 10           |
| Marokkanen                   | 26            | 3            |
| Antillianen                  | 7             | 2            |
| Surinamers                   | 3             | 3            |

## Aandachtswijk
Schiedam Nieuwland is een wijk waar de woonlasten relatief laag zijn en waar een groot aantal allochtonen woont.
De wijk is op grote schaal gerenoveerd, waarbij het grootste deel van de oorspronkelijke woningen is gesloopt, door de sociale verhuurder Woonplus. Door de bouw van duurdere eengezinswoningen is getracht de bevolkingssamenstelling van Nieuwland minder eenzijdig te maken.
Nieuwland was een van de 40 "probleemwijken" van de toenmalige Minister voor Wonen, Wijken en Integratie, Ella Vogelaar (PvdA). De wijk kampte onder meer met veel overlast en vernielingen door hangjongeren. Door grootschalige nieuwbouw en inzet van de politie is dat sterk verminderd. Met uitzondering van de fractie van GroenLinks stemde de gemeenteraad in met het aanwijzen van sommige gebieden in de wijk, waar de Rotterdamwet van toepassing is. Hierdoor werd het in Schiedam, waar de Centrum Democraten van Hans Janmaat ooit tien procent van de zetels in het stadsbestuur behaalden, mogelijk gemaakt kwetsbare mensen te verwijderen.
Nieuwland staat in 2024 in de ranglijst “1500 Meest gevaarlijke wijken in Europa” op nummer 798. De wijk staat een plek onder de wijk Unterbilk in Düsseldorf, Duitsland. Groenoord in Schiedam-Noord die slechts 2 kilometer is verwijderd van Nieuwland staat ruim bijna 350 plekken boven Nieuwland op de ranglijst en is daarmee dus de gevaarlijkste wijk uit Schiedam.

## Verkeer en vervoer
Nieuwland ligt in de nabijheid van twee afslagen van de A20. De wijk is ook goed ontsloten door openbaar vervoer:
- Het gecombineerde trein- en metrostation Schiedam Centrum ligt net ten oosten van de wijk.
- Nieuwland heeft twee metrostations in de wijk Parkweg en Troelstralaan en twee metrostations aan de rand van de wijk: Schiedam Nieuwland en Vijfsluizen.
- De RET-tramlijnen 1 en 11 en een tweetal buslijnen doorkruisen de wijk.

Stad: Schiedam    Buurtschappen: Kerkbuurt · Windas

Wijken: Bijdorp · 's-Gravelandsepolder · Groenoord · Kethel · Nieuw-Mathenesse · Nieuwland · Schiedam-Oost · Schiedam-West · Schiedam-Zuid · Spaanse Polder · Spaland · Stadscentrum · Woudhoek

Zuid-Holland: Steden en dorpen    Nederland: Provincies · Gemeenten